# Мастер спорта России международного класса
Мастер спорта международного класса (МСМК) или Гроссмейстер России (для шахмат, шашек и го), а также (в конном спорте) Мастер-наездник международного класса и Мастер-жокей международного класса  — высшее спортивное звание в Российской Федерации. Уровень этих званий одинаков, в разных видах спорта используются разные звания, в соответствии со сложившейся для конкретного вида традицией.

## Порядок присвоения
Спортивное звание МСМК присваивается федеральным органом исполнительной власти в области физической культуры и спорта по представлению:
- органом исполнительной власти субъекта Российской Федерации в области физической культуры и спорта; документы проходят согласование с соответствующей общероссийской федерацией (союзом, ассоциацией), аккредитованной федеральным органом исполнительной власти в области физической культуры и спорта;
- специально уполномоченными структурными подразделениями федеральных органов исполнительной власти — для ведомственных видов спорта.

Для присвоения спортивного звания МСМК нормы и требования выполняются при обязательном участии спортсмена в официальных соревнованиях международного уровня, на которых он выступал за сборную команду России, а также в случае установления или повторения рекорда Европы или мира.
Если для присвоения МСМК в виде программы предусмотрены только разрядные нормы и российские спортсмены выиграли в нём медаль последних Олимпийских (Паралимпийских, Сурдлимпийских) игр, то в этих случаях звание МСМК может быть присвоено за результат, показанный на чемпионате или розыгрыше Кубка России.